# Gran Premio de las Naciones de Motociclismo de 1985
El Gran Premio de las Naciones de Motociclismo de 1985 fue la cuarta prueba de la temporada 1985 del Campeonato Mundial de Motociclismo. El Gran Premio se disputó el 26 de mayo de 1985 en el Circuito de Monza.

## Resultados 500cc
El estadounidense Freddie Spencer consiguió la victoria de 500cc. Su compatriota Eddie Lawson y el australiano Wayne Gardner fueron segundo y tercero respectivamente.
| Pos.     | Piloto              | Equipo           | Tiempo     | Pts. |
| -------- | ------------------- | ---------------- | ---------- | ---- |
| 1        | Freddie Spencer     | Honda            | 55:42.720  | 15   |
| 2        | Eddie Lawson        | Yamaha           | +9.250     | 12   |
| 3        | Wayne Gardner       | Honda            | +47.940    | 10   |
| 4        | Randy Mamola        | Honda            | +54.340    | 8    |
| 5        | Christian Sarron    | Yamaha           | +1:01.450  | 6    |
| 6        | Ron Haslam          | Honda            | +1:13.420  | 5    |
| 7        | Raymond Roche       | Yamaha           | +1:17.990  | 4    |
| 8        | Franco Uncini       | Suzuki           | +1:20.820  | 3    |
| 9        | Robert McElnea      | Heron-Suzuki     | +1:50.660  | 2    |
| 10       | Didier de Radiguès  | Honda            | +2:12.640  | 1    |
| 11       | Mike Baldwin        | Honda            | +1 Vuelta  |      |
| 12       | Fabio Biliotti      | Honda            | +1 Vuelta  |      |
| 13       | Boet van Dulmen     | Honda            | +1 Vuelta  |      |
| 14       | Dave Petersen       | Honda            | +1 Vuelta  |      |
| 15       | Tadahiko Taira      | Yamaha           | +1 Vuelta  |      |
| 16       | Christian Le Liard  | Honda            | +1 Vuelta  |      |
| 17       | Wolfgang von Muralt | Suzuki           | +1 Vuelta  |      |
| 18       | Henk van der Mark   | Honda            | +1 Vuelta  |      |
| 19       | Leandro Becheroni   | Suzuki           | +1 Vuelta  |      |
| 20       | Marco Papa          | Suzuki           | +1 Vuelta  |      |
| 21       | Karl Truchsess      | Honda            | +1 Vuelta  |      |
| 22       | Gary Lingham        | Suzuki           | +3 Vueltas |      |
| 23       | Andreas Leuthe      | Suzuki           | +3 Vueltas |      |
| Ret      | Paolo Ferretti      | Honda            | Ret        |      |
| Ret      | Eero Hyvärinen      | Honda            | Ret        |      |
| Ret      | Paolo Cipriani      | Suzuki           | Ret        |      |
| Ret      | Sito Pons           | Suzuki           | Ret        |      |
| Ret      | Keith Huewen        | Honda            | Ret        |      |
| Ret      | Massimo Broccoli    | Paton            | Ret        |      |
| Ret      | Roberto Balbi       | Suzuki           | Ret        |      |
| Ret      | Neil Robinson       | Suzuki           | Ret        |      |
| DNS      | Takazumi Katayama   | Honda            | DNS        |      |
| DNS      | Armando Errico      | Honda            | DNS        |      |
| DNS      | Thierry Espié       | Chevallier-Honda | DNS        |      |
| Sources: |                     |                  |            |      |

## Resultados 250cc
Freddie Spencer consiguió doblete en 500 y 250cc en un mismo Gran Premio. Un hecho que no se repetía desde que el finlandés Jarno Saarinen ganase estas dos carreras en el Gran Premio de Austria de 1973. El venezolano Carlos Lavado y el italiano Fausto Ricci fueron segundo y tercero respectivamente.
| Pos. | Piloto                 | Moto          | Tiempo     | Pts. |
| ---- | ---------------------- | ------------- | ---------- | ---- |
| 1    | Freddie Spencer        | Honda         | 42:29.960  | 15   |
| 2    | Carlos Lavado          | Yamaha        | +2.800     | 12   |
| 3    | Fausto Ricci           | Honda         | +32.900    | 10   |
| 4    | Loris Reggiani         | Aprilia       | +36.030    | 8    |
| 5    | Anton Mang             | Honda         | +36.290    | 6    |
| 6    | Roland Freymond        | Yamaha        | +59.670    | 5    |
| 7    | Jacques Cornu          | Honda         | +59.910    | 4    |
| 8    | Reinhold Roth          | Yamaha        | +1:00.040  | 3    |
| 9    | Alan Carter            | Honda         | +1:01.740  | 2    |
| 10   | Pierre Bolle           | Parisienne    | +1:07.670  | 1    |
| 11   | Juan Garriga           | Cobas-Rotax   | +1:19.810  |      |
| 12   | Harald Eckl            | Juchem-Yamaha | +1:27.720  |      |
| 13   | Massimo Matteoni       | Honda         | +1:27.720  |      |
| 14   | Thierry Rapicault      | Yamaha        | +1:28.900  |      |
| 15   | Dominique Sarron       | Honda         | +1:29.580  |      |
| 16   | Ivan Palazzese         | Yamaha        | +1:30.000  |      |
| 17   | Antonio Neto           | Cobas-Rotax   | +1:30.070  |      |
| 18   | Siegfried Minich       | Yamaha        | +1:43.160  |      |
| 19   | Karl-Thomas Grässel    | Honda         | +1:51.290  |      |
| 20   | Jean-Louis Guignabodet | MIG-Rotax     | +1:54.740  |      |
| 21   | René Delaby            | Rotax         | +1 Vuelta  |      |
| 22   | Gabriel Grabia         | Yamaha        | +1 Vuelta  |      |
| 23   | Marcellino Lucchi      | Malanca       | +2 Vueltas |      |
| Ret  | August Auinger         | Bartol        | Ret        |      |
| Ret  | Carlos Cardús          | JJ Cobas      | Ret        |      |
| Ret  | Stefano Caracchi       | Malanca       | Ret        |      |
| Ret  | Geoff Fowler           | Arbizu        | Ret        |      |
| Ret  | Toni Garcia            | JJ Cobas      | Ret        |      |
| Ret  | Niall Mackenzie        | Armstrong     | Ret        |      |
| Ret  | Jean-Michel Mattioli   | Yamaha        | Ret        |      |
| Ret  | Donnie McLeod          | Armstrong     | Ret        |      |
| Ret  | Luis Miguel Reyes      | JJ Cobas      | Ret        |      |
| Ret  | Maurizio Vitali        | Garelli       | Ret        |      |
| Ret  | Martin Wimmer          | Yamaha        | Ret        |      |
| DNQ  | Jean Foray             | Chevallier    | DNQ        |      |
| DNQ  | Fabio Marcaccini       | Yamaha        | DNQ        |      |
| DNQ  | Davide Tardozzi        | MBA           | DNQ        |      |
| DNQ  | Jean-Luc Guillemet     | Yamaha        | DNQ        |      |
| DNQ  | Michel Galbit          | Yamaha        | DNQ        |      |
| DNQ  | Vincenzo Cascino       | Cobas         | DNQ        |      |
| DNQ  | Andy Watts             | EMC           | DNQ        |      |
| DNQ  | Patrick Fernandez      | Cobas         | DNQ        |      |
| DNQ  | Gianfranco Singer      | Ametoli       | DNQ        |      |
| DNQ  | Philippe Pagano        | Yamaha        | DNQ        |      |
| DNQ  | Hubert Abold           | Honda         | DNQ        |      |
| DNQ  | Éric Saul              | Parenti       | DNQ        |      |
| DNQ  | Hans Becker            | Yamaha        | DNQ        |      |
| DNQ  | Mario Rademeyer        | Yamaha        | DNQ        |      |

## Resultados 125cc
La carrera del cuarto de litro, que se disputó el sábado, fue ganada por el italiano Pier Paolo Bianchi, que le coloca en lo alto de la clasificación general. Los máximos rivales de Bianchi, el italiano Fausto Gresini y el austríaco August Auinger no acabaron la carrera.
| Pos. | Piloto             | Moto          | Tiempo    | Pts. |
| ---- | ------------------ | ------------- | --------- | ---- |
| 1    | Pier Paolo Bianchi | MBA           | 44:18.170 | 15   |
| 2    | Ezio Gianola       | Garelli       | +16.730   | 12   |
| 3    | Lucio Pietroniro   | MBA           | +27.690   | 10   |
| 4    | Bruno Kneubühler   | LCR-MBA       | +49.400   | 8    |
| 5    | Jean-Claude Selini | MBA (ABF)     | +49.480   | 6    |
| 6    | Johnny Wickström   | MBA (Tunturi) | +53.260   | 5    |
| 7    | Jussi Hautaniemi   | MBA           | +1:09.390 | 4    |
| 8    | Andrés Sánchez     | MBA           | +1:15.300 | 3    |
| 9    | Jakcy Hutteau      | MBA           | +1:43.250 | 2    |
| 10   | Michel Escudier    | MBA (GMV)     | +1:57.660 | 1    |
| 11   | Willy Pérez        | MBA (Zanella) | +2:13.570 |      |
| 12   | Boy van Erp        | MBA           | +1 Vuelta |      |
| 13   | Willy Hupperich    | MBA (Seel)    | +1 Vuelta |      |
| 14   | Peter Baláž        | MBA           | +1 Vuelta |      |
| Ret  | August Auinger     | MBA           | Ret       |      |
| Ret  | Fausto Gresini     | Garelli       | Ret       |      |
| Ret  | Luca Cadalora      | MBA           | Ret       |      |
| Ret  | Domenico Brigaglia | MBA           | Ret       |      |
| Ret  | Giuseppe Ascareggi | MBA           | Ret       |      |
| Ret  | Mike Leitner       | MBA           | Ret       |      |
| Ret  | Alfred Waibel      | MBA           | Ret       |      |
| Ret  | Thierry Feuz       | MBA           | Ret       |      |
| Ret  | Ian McConnachie    | Krauser       | Ret       |      |
| Ret  | Esa Kytölä         | MBA           | Ret       |      |
| Ret  | Olivier Liégeois   | MBA           | Ret       |      |
| Ret  | Anton Straver      | MBA           | Ret       |      |
| Ret  | Robin Appleyard    | MBA           | Ret       |      |
| Ret  | Fernando Gonzalez  | MBA           | Ret       |      |
| Ret  | Norbert Peschke    | MBA           | Ret       |      |
| Ret  | Steve Mason        | MBA           | Ret       |      |
| Ret  | Helmut Lichtenberg | MBA           | Ret       |      |
| Ret  | Robert Hmeljak     | MBA           | Ret       |      |
| Ret  | Wilhelm Lücke      | MBA           | Ret       |      |
| Ret  | Christoph Bürki    | MBA           | Ret       |      |
| Ret  | Fabio Meozzi       | MBA           | Ret       |      |
| Ret  | Bady Hassaine      | MBA           | Ret       |      |

## Resultados 80cc
Aunque el suizo Stefan Dörflinger fue muy superior en los entrenamientos de 80cc, en la carrera las Derbi del español Jorge Martínez Aspar y Manuel Herreros dominaron la carrera.De todas maneras, el suizo continúa liderando la clasificación general.
| Pos. | Piloto               | Moto         | Tiempo    | Pts. |
| ---- | -------------------- | ------------ | --------- | ---- |
| 1    | Jorge Martínez Aspar | Derbi        | 37:13.700 | 15   |
| 2    | Manuel Herreros      | Derbi        | +6.530    | 12   |
| 3    | Stefan Dörflinger    | Krauser      | +6.530    | 10   |
| 4    | Ian McConnachie      | Krauser      | +11.720   | 8    |
| 5    | Paul Rimmelzwaan     | Harmsen      | +1:02.560 | 6    |
| 6    | Juan Ramón Bolart    | Autisa       | +1:42.190 | 5    |
| 7    | Jean-Marc Velay      | GMV-Casal    | +1:51.690 | 4    |
| 8    | Giuliano Tabanelli   | BBFT         | +1:51.690 | 3    |
| 9    | Jaimie Lodge         | Krauser      | +1 Vuelta | 2    |
| 10   | Günter Schirnhofer   | Krauser      | +1 Vuelta | 1    |
| 11   | Serge Julin          | Bakker-Casal | +1 Vuelta |      |
| 12   | Vittorio Sblendorio  | Mancini      | +1 Vuelta |      |
| 13   | Salvatore Milano     | Casal        | +1 Vuelta |      |
| 14   | Steve Mason          | MBA          | +1 Vuelta |      |
| 15   | Johann Auer          | Eberhardt    | +1 Vuelta |      |
| 16   | Nicola Casadei       | Casal        | +1 Vuelta |      |
| 17   | Bernd Rossbach       | HuVo-Casal   | +1 Vuelta |      |
| 18   | Joaquim Galí         | Derbi        | +1 Vuelta |      |
| 19   | Massimo Fargeri      | RB           | +1 Vuelta |      |
| 20   | Richard Bay          | Rupp         | +1 Vuelta |      |
| 21   | Thomas Engl          | Esch         | +1 Vuelta |      |
| 22   | Herri Torrontegui    | JJ Cobas     | +1 Vuelta |      |
| 23   | Pasquale Buonfante   | Garelli      | +1 Vuelta |      |
| 24   | Hans Koopman         | Ziegler      | +1 Vuelta |      |
| Ret  | Gerd Kafka           | Seel         | Ret       |      |
| Ret  | Bruno Casanova       | Lusuardi     | Ret       |      |
| Ret  | Theo Timmer          | Huvo-Casal   | Ret       |      |
| Ret  | Gerhard Waibel       | Seel         | Ret       |      |
| Ret  | Hans Spaan           | Huvo-Casal   | Ret       |      |
| Ret  | Reinhard Koberstein  | Seel         | Ret       |      |
| Ret  | Henk van Kessel      | Huvo-Casal   | Ret       |      |
| Ret  | Alojz Pavlič         | Seel         | Ret       |      |
| Ret  | Paolo Priori         | Lusuardi     | Ret       |      |
| Ret  | Ramon Gali           | Bultaco      | Ret       |      |
| Ret  | Mario Stocco         | Unimoto      | Ret       |      |
| Ret  | Domingo Gil Blanco   | Autisa       | Ret       |      |
| Ret  | Thomas Engl          | Esch         | Ret       |      |
| Ret  | Chris Baert          | Eberhardt    | Ret       |      |
| DNQ  | Claudio Granata      | Lusuardi     | DNQ       |      |
| DNQ  | Bertus Grinwis       | Bultaco      | DNQ       |      |
| DNQ  | Mika Komu            | Eberhardt    | DNQ       |      |
| DNQ  | Reiner Koster        | LCR          | DNQ       |      |
| DNQ  | Otto Machinek        | Hummel       | DNQ       |      |